# Alexander Jenner
Alexander Jenner (* 4. April 1929 in Wien) ist ein österreichischer Pianist.

## Leben
Jenner studierte – noch als Schüler – zunächst bei Paul Weingarten, ab 1948 bei Bruno Seidlhofer und Richard Hauser an der Wiener Musikakademie (Diplom 1948). 1947 legte er die Matura ab und nahm erstmals an einem Musikwettbewerb teil. In den 1950er Jahren begann er seine internationale Karriere als Solist und Kammermusiker, wobei er sich auch für die Neue Musik einsetzte. Er arbeitete u. a. mit den Dirigenten Zubin Mehta, Claudio Abbado, Christoph von Dohnányi, Wolfgang Sawallisch, Václav Neumann, Mariss Jansons und Isaac Karabtchevsky zusammen. 1949 gewann er den Bösendorfer-Preis der Wiener Musikakademie, 1951 und 1952 den zweiten Preis beim Concours de Genève (Klavier), 1952 den zweiten Preis beim Concorso Internazionale di Musica Viott, 1952 den zweiten Preis des Kranichsteiner Musikpreises (Klavier) und 1957 den ersten Preis beim Concurso Internacional de Piano in Rio de Janeiro.
1969 wurde er Lehrbeauftragter an der Hochschule für Musik und darstellende Kunst in Wien. 1973 erhielt er eine außerordentliche Professur, von 1976 bis zu seiner Emeritierung 1997 war er ordentlicher Professor. Zu seinen Schülern gehören u. a. Harald Ossberger und Manfred Wagner-Artzt. Er wurde Präsident der Wiener Beethoven-Gesellschaft und Vizepräsident der Internationalen Chopin Gesellschaft. Außerdem ist er als Juror bei internationalen Klavierwettbewerben und als Leiter von Meisterkursen tätig.
1980 wurde er mit dem Ehrenkreuz für Wissenschaft und Kunst I. Klasse und 1989 mit der Ehrenmedaille der Bundeshauptstadt Wien in Gold ausgezeichnet. 2002 erhielt er das Große Ehrenzeichen für Verdienste um die Republik Österreich.